# Saint-Étienne-le-Molard
Saint-Étienne-le-Molard är en kommun i departementet Loire i regionen Auvergne-Rhône-Alpes i centrala Frankrike. Kommunen ligger i kantonen Boën som tillhör arrondissementet Montbrison. År 2022 hade Saint-Étienne-le-Molard 1 032 invånare.

## Befolkningsutveckling
Antalet invånare i kommunen Saint-Étienne-le-Molard
| Referens: INSEE |